# أنبوب رنين مغناطيسي نووي

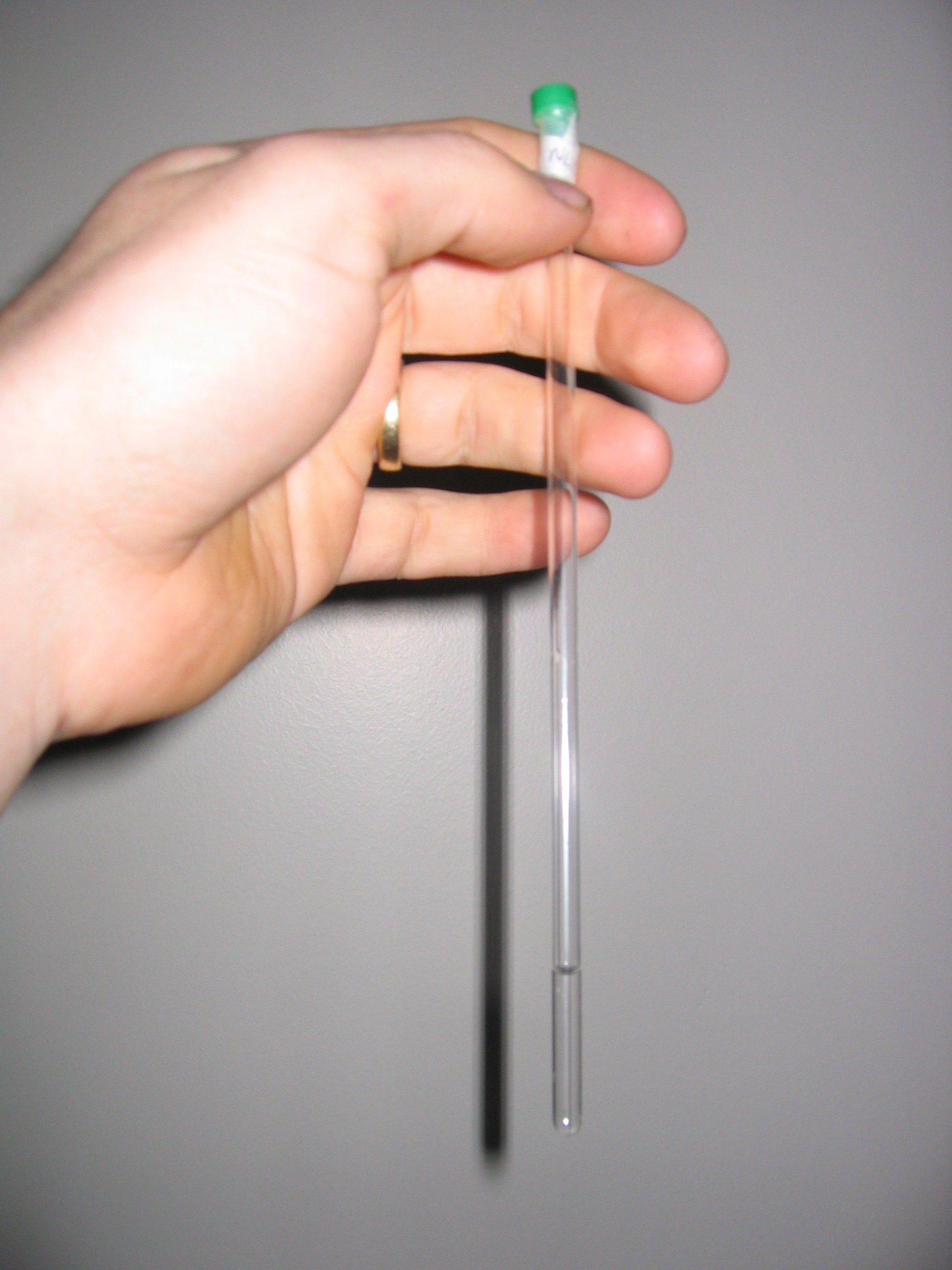

أنبوب الرنين المغناطيسي النووي هو أنبوب زجاجي رقيق الجدران المستخدمة لاحتواء العينات في التحليل الطيفي بالرنين المغناطيسي النووي. وعادة ما تأتي في الرنين المغناطيسي النووي أنابيب بأقطار 5 ملم ولكن من المعروف 10 ملم و3 عينات ملم. من المهم أن أنابيب سميكة بشكل موحد ومتوازن لضمان أن أنبوب NMR يدور بمعدل منتظم (أي أنها لا تمايل)، عادة حوالي 20 هرتز في مطياف الرنين المغناطيسي النووي.